# Ihor Artymowicz
Ihor Kłymentijowycz Artymowicz, ukr. Ігор Климентійович Артимович, (ur. 18 lipca 1959 we Lwowie) – ukraiński piłkarz, grający na pozycji obrońcy, trener piłkarski.

## Kariera piłkarska

### Kariera klubowa
Wychowanek Internatu Sportowego we Lwowie. W 1978 rozpoczął karierę piłkarską w Torpedo Łuck, a latem 1979 powrócił do Lwowa, gdzie został piłkarzem Karpat Lwów. Przez wysoką konkurencję nie potrafił przebić się do podstawowego składu i wkrótce zakończył karierę piłkarską.

## Kariera trenerska
Po zakończeniu kariery piłkarskiej rozpoczął pracę szkoleniową. Najpierw pomagał z Bohdanem Bandurą trenować FK Lwów. W kwietniu 2005 prowadził w dwóch meczach klub Rawa Rawa Ruska. Od 2006 roku pracował w sztabie szkoleniowym Obołoni Kijów. W maju 2008 objął stanowisko pełniącego obowiązki głównego trenera Obołoni Kijów. Ale już w czerwcu 2008 został zmieniony na tym stanowisku przez Jurija Maksymowa. W październiku 2008 objął prowadzenie trzecioligowego klubu Arsenał Biała Cerkiew, z którym w debiutowym sezonie awansował do Pierwszej Lihi. 30 września 2012 roku po serii nieudanych gier podał się do dymisji.

## Sukcesy i odznaczenia

### Sukcesy trenerskie
- wicemistrz Drugiej Lihi Ukrainy: 2009